# Ulli Beier
Ulli Beier (Pseudonym: Obotunde Ijimere; gebürtig: Horst Ulrich Beier; * 30. Juli 1922 in Glowitz, Landkreis Stolp, Provinz Pommern; † 3. April 2011 in Sydney, Australien) war ein deutscher Schriftsteller, Sprachwissenschaftler und Herausgeber. Er wurde bekannt durch seine Pionierarbeit bei der Vermittlung und Entwicklung von Literatur, Poesie und Schauspiel sowohl zuerst in Nigeria als auch später in Papua-Neuguinea.

## Leben
Nach der Machtergreifung der Nazis im Jahre 1933 wanderte die Arztfamilie, deren Angehörige nicht praktizierende Juden waren, nach Palästina aus. Zu Beginn des Zweiten Weltkrieges wurde die Familie als „feindliche Ausländer“ für kurze Zeit interniert. Ulli Beier begann anschließend ein Fernstudium an der University of London, das er mit einem Bachelor of Arts (B. A.) abschloss. Danach arbeitete er drei Jahre als Lehrer für behinderte Kinder in England. Später studierte er in London im Fach Phonetik. Er erhielt einen Ruf an die University of Ibadan in Nigeria, um dort Phonetik zu lehren. Er ging zusammen mit seiner ersten Frau Susanne Wenger nach Nigeria. In dieser Zeit lernten Beier und seine Frau die Kunst und Kultur der Yoruba kennen. Durch Streifzüge im Land der Yoruba, so zum Beispiel nach Ede, Ilobu und Oshogbo, wurde ihnen die Umwelt und die Kultur der verschiedenen Yoruba-Gesellschaften bewusst.
Nachdem Beier 1956 von einer Konferenz schwarzer Autoren in Paris nach Ibadan zurückgekommen war, gründete er dort die Zeitschrift Black Orpheus, die ab 1957 und in den folgenden Jahren das hauptsächliche Forum für viele nigerianische Dichter und Autoren wurde. Beier stellte unter anderem durch seine Übersetzertätigkeit manche afrikanische Dichter dem internationalen Publikum vor, machte sie bekannt und veröffentlichte sie beispielsweise in Anthologien.
Susanne Wenger und Ulli Beier trennten sich, und Beier heiratete 1965 die aus London stammende Künstlerin Georgina Betts. Als Georgina Beier organisierte sie am gemeinsamen Wohnort in Oshogbo Workshops und unterwies junge nicht-akademische Künstler u. a. in Drucktechniken. Aus diesem Engagement ist die sog. Oshogbo-Schule nigerianischer Künstler hervorgegangen, zu deren Repräsentanten u. a. Twins Seven Seven, Muraina Oyelami, Jacob Afolabi, Adebisi Fabunmi, Rufus Ogundele und Jimoh Buraimo gehören. Zu den wenigen weiblichen Künstlerinnen, die diesem Kreis zugezählt werden, gehört Nike Olaniyi-Davies. Das Ehepaar Beier gründete in Oshogbo eine Galerie für zeitgenössische Kunst und ein Museum, das heutige Ulli Beier Museum.
1968 verließen Ulli und Georgina Beier Nigeria und arbeiteten fortan in Australien und Papua-Neuguinea. Beier kehrte 1974 nach Nigeria zurück und war als Professur für Black African Studies an der Obafemi Awolowo University in Ilé-Ifè tätig. Susanne Wenger blieb in Oshogbo und verstarb dort 2009. 1981 kehrte das Ehepaar Beier nach Deutschland zurück. Im gleichen Jahr wurde in Bayreuth das IWALEWA-Haus eingeweiht, das zur Unterstützung der Studien am Afrika-Schwerpunkt der Universität Bayreuth dient und außereuropäische Kunst und Kultur einem breiteren Publikum vorstellen soll. Beier war (mit einer Unterbrechung zwischen 1985 und 1987) bis 1997 Direktor des Hauses.
Für sein Verständnis, seinen Einsatz und seine Bemühungen um andere Kulturen wurden ihm zahlreiche Ehrungen und
Auszeichnungen zuteil: Bereits in den 1960er Jahren wurde er in Nigeria zum „Bobagunwa“ – „der rechten Hand des Königs“ und zum „Bobarotan“ – zum „Königlichen Geschichtsschreiber“ ernannt. 1992 erhielt er den Titel „Oba Masa“ – „König der Tradition“ und die Ehrendoktorwürde der Obafemi Awolowo University, Ile-Ife. In Deutschland wurde ihm 1979 von der Universität Mainz die Ehrendoktorwürde verliehen. Die Stadt Bayreuth ehrte Ulli Beier 1995 mit dem Kulturpreis der Stadt.

## Pseudonym
Ulli Beier schrieb mehrere Theaterstücke, die er unter dem Pseudonym Obotunde Ijimere veröffentlichte. Er stattete die Figur Obotunde Ijimbere sogar mit einem fiktiven Lebenslauf aus und narrte damit für längere Zeit viele Leute. Aber bereits 1972 wurde durch Janheinz Jahn enthüllt, dass sich hinter Obotunde Ijimere (übers. aus dem Yoruba bedeutet der Name: „The monkey has returned the baboon“) Ulli Beier verbarg.

## Werke (Auswahl)
- 1966: The Imprisonment of Obatala. Heinemann, London [u. a.]. (Als Obotunde Ijimbere.)
- 1967: Introduction to African Literature: An Anthology of Critical Writing from Black Africa. Longmans, London.
- 1980: Neue Kunst in Afrika. Das Buch zur Ausstellung. Reimer, Berlin, ISBN 3-496-01009-6 (Ausstellung im Landesmuseum, Mainz und in der Uni Bayreuth).
- 1982: Glücklose Köpfe: Malerei von Ver-rückten [sic!] aus Nigeria – Luckless Heads: Paintings by De-ranged Nigerians. Edition CON, Bremen, ISBN 3-88526-095-6.
- 1991: 10 Jahre Iwalewa-Haus Bayreuth. Begegnungen mit Kulturen Afrikas, Asiens und des Pazifik. Iwalewa-Haus, Bayreuth.
- 1991: Thirty Years of Oshogbo Art, in connection with an Exhibition at the National Museum, Lagos, Nigeria.
- 1997: Ein Meer aus Indigo. Adire, Yoruba Textilkunst im Wandel. Edition Peter Hammer, Wuppertal ISBN 3-87294-769-9.
- 1999: Auf dem Auge Gottes wächst kein Gras. Zur Religion, Kunst und Politik der Yoruba und Igbo in Westafrika. Edition Trickster im Peter Hammer Verlag, Wuppertal, ISBN 3-87294-817-2.
- 2002: ausgewählt und herausgegeben von Beier: Yoruba Poetry. Breitlinger, Bayreuth, ISBN 3-927510-75-0.
- 2003: Neue Kunst aus Australien, Fidschi, Indien, Nigeria, Papua-Neuguinea und Tonga in der SchmidtBank, Marktredwitz, Verlag für Moderne Kunst, Nürnberg 2003, ISBN 3-936711-13-5.